# Calumma
Calumma este un gen de cameleoni din familia Chamaeleonidae.

## Specii[1]
- Calumma amber
- Calumma andringitraensis
- Calumma boettgeri
- Calumma brevicornis
- Calumma capuroni
- Calumma crypticum
- Calumma cucullatum
- Calumma fallax
- Calumma furcifer
- Calumma gallus
- Calumma gastrotaenia
- Calumma glawi
- Calumma globifer
- Calumma guibei
- Calumma guillaumeti
- Calumma hafahafa
- Calumma hilleniusi
- Calumma jejy
- Calumma linotum
- Calumma malthe
- Calumma marojezensis
- Calumma nasutum
- Calumma oshaughnessyi
- Calumma parsonii
- Calumma peltierorum
- Calumma peyrierasi
- Calumma tigris
- Calumma tsaratananense
- Calumma tsycorne
- Calumma vatosoa
- Calumma vencesi